# Orthogonioptilum crystallinum
Orthogonioptilum crystallinum is een vlinder uit de familie nachtpauwogen (Saturniidae), onderfamilie Saturniinae.
De wetenschappelijke naam van de soort is voor het eerst geldig gepubliceerd door Darge in 1993.